# Pštros dvouprstý
Pštros dvouprstý (Struthio camelus) je velký nelétavý pták, žijící v Africe.
Je spolu se pštrosem somálským (S. molypdophanes) jediným žijícím představitelem čeledi pštrosovitých (Struthionidae) a rodu Struthio. Pštrosi jsou největšími žijícími ptáky dnešního světa a jsou chováni po celém světě.

## Rychlost běhu
Pštrosi dvouprstí jsou zvláštní svým vzhledem, dlouhým krkem a nohama a schopností dosáhnout při běhu průměrné rychlosti asi 15,4 m/s (55,4 km/h) a maximální rychlosti přes 72 km/h (s krátkými spurty, údajně přesahujícími rychlost 96 km/h). Jedná se tedy o nejrychlejšího bipedního (po dvou se pohybujícího) živočicha v současné přírodě. Podle vědecké studie, publikované v roce 2017, dokáže jedinec pštrosa o hmotnosti zhruba 65 kg běžet rychlostí až kolem 62,8 km/h.

## Taxonomie a evoluce
Vědecké jméno pštrosa pochází z řeckého výrazu pro „vrabce“ a „velblouda“ (struthio a camel).
Vznik běžců není dosud plně objasněn. Předpokládá se, že všichni běžci měli společného předka, který na rozdíl od nich létal. Postupem doby však tuto schopnost ztratili a namísto toho se stali rychlými běžci, což jim umožňovalo utéci před nepřítelem a putovat za potravou. Za nejstaršího přímého zástupce považují někteří odborníci známého prapštrosa Palaeotis weigelti, jehož fosílie z eocénu byly nalezeny např. v Německu v Messelském lomu a v Geiseltalu. Toto zvíře však po nových výzkumech vykazuje ještě více podobností s pštrosem nandu a proto by mu spíše slušel název pranandu.
Ptáci, patřící nepochybně ke pštrosům, jsou doloženi od miocénu. Jednalo se o obří ptáky s výškou okolo 4 metrů, kteří se rozšířili do Evropy a Afriky. Stalo se tak přibližně před 12 miliony lety a od té doby se jejich výška postupně snižovala, až se asi před 2 miliony let již podobali dnešním pštrosům. Nejstarším známým druhem je Struthio orlovi, nalezený v Moldavsku. V pliocénu žilo několik druhů tohoto rodu v Asii, například v Mongolsku a v Číně (Struthio chersonensis, Struthio mongolicus, Struthio wimani). Asijský pštros (Struthio asiaticus) žil v pleistocénu ve stepích centrální Asie. Ze zatím neznámých důvodů vymizeli postupně pštrosi z Asie a Evropy a rozšířili se pouze v Africe a na Blízkém východě. V pliocénu se také objevil dnes žijící pštros dvouprstý, jehož rozšíření za poslední doby ledové sahalo až do Španělska a Indie. S postupujícími klimatickými změnami, které proměnily zelenou Saharu v poušť zmizeli pštrosi z Blízkého východu i severní Afriky a většina jejich populace dnes žije v Africe na jih od rovníku.

## Popis
Pštrosi obvykle váží mezi 90 a 130 kg, i když byli zaznamenáni i samci o váze až 155 kg. Pera samců jsou černá s příměsí bílých per na křídlech a ocasu. Samice a mladí samci mají peří šedohnědé s pár bílými pery. Malá zakrnělá křídla samci při tokání vystavují na odiv před samicemi. Křídla také mohou používat jako slunečník pro svá mláďata. Pera jsou měkká a slouží jako izolace. Jsou zcela odlišná od tuhých per létavých ptáků, u pštrosích per jsou totiž paprsky vybíhající po stranách z osy pera zvané osten zcela volné, bez spojujících háčků. Proto pštrosí peří působí nadýchaným dojmem. Silné nohy pštrosů jsou bez peří. Ptáci stojí na dvou prstech, přičemž větší vnitřní prst se podobá kopytu. Tato adaptace jim umožňuje rychlý běh, při kterém mohou v případě ohrožení života vyvinout na krátkou vzdálenost rychlost až 70 km/h. Vnitřní prst zároveň může sloužit jako nebezpečná zbraň, protože pštros se proti nepřátelům brání také kopáním.
Pštros je pták s nejdelším krkem. Při vydávání charakteristického přidušeného křiku se holý krk v horní části nafukuje. Oči pštrosů s jejich silnými černými řasami (ochrana proti prachu) jsou největší oči všech žijících suchozemských tvorů. K jejich ochraně před prachem a pískem slouží pštrosům také třetí víčko – mžurka, která se zavírá horizontálně od vnitřního očního koutku k vnějšímu. Podobně je chráněno i široce otevřené ústí sluchovodu, které je umístěno na hlavě směrem dozadu. Peří kolem něho totiž vytváří tzv. příuší.
V době sexuální zralosti (mezi 2 až 4 roky) mohou samci dosahovat výšky od 1,8 do 2,7 metrů a samice od 1,7 do 2 metrů. Během prvního roku života mláďata rostou o 25 cm za měsíc. Po jednom roce života váží mladý pštros okolo 45 kg. Pštrosi se mohou dožívat až 75 let.

## Klasifikace a rozšíření
Pštrosi se v přírodě vyskytují v savanách a Sahelu Afriky, severně i jižně od zóny rovníkových pralesů. Druh patří k řádu Struthioniformes (Afričtí pštrosi). Mezi členy nadřádu běžců dále patří nanduové, kasuárové, pštrosi emu, kiviové a již vyhynulí největší ptáci světa – běžci rodu Aepyornithes. Je známo následujících pět poddruhů:
- S.c. australis žijící v Jižní Africe
- S.c. camelus vyskytující se v Severní Africe, někdy je také nazýván severoafrický pštros nebo červenokrký pštros.
- S.c. masaicus z Východní Afriky, někdy nazývaný masajský pštros. V době páření samcům změní krk a stehna svou barvu na růžovo-oranžovou. Rozsah jeho výskytu je od Etiopie po Keňu.
- S.c. syriacus ze Středního východu byl znám také jako arabský pštros nebo Středovýchodní pštros. Tento poddruh byl ještě na počátku 20. století hojný na Arabském poloostrově, v Sýrii a Iráku, zhruba od roku 1966 je považován za vyhynulého.

Dříve byl za poddruh pštrosa dvouprstého považován také pštros somálský (S. molypdophanes), dnes na základě genetických analýz odlišovaný jako samostatný druh. Areál jeho výskytu se nachází v Somálsku, Etiopii a severní Keni a částečně se kryje s areály některých poddruhů pštrosa dvouprstého. V době páření samcům změní krk a stehna svou barvu na modrou, což je nejvýraznější znak odlišující tento druh.

## Chování

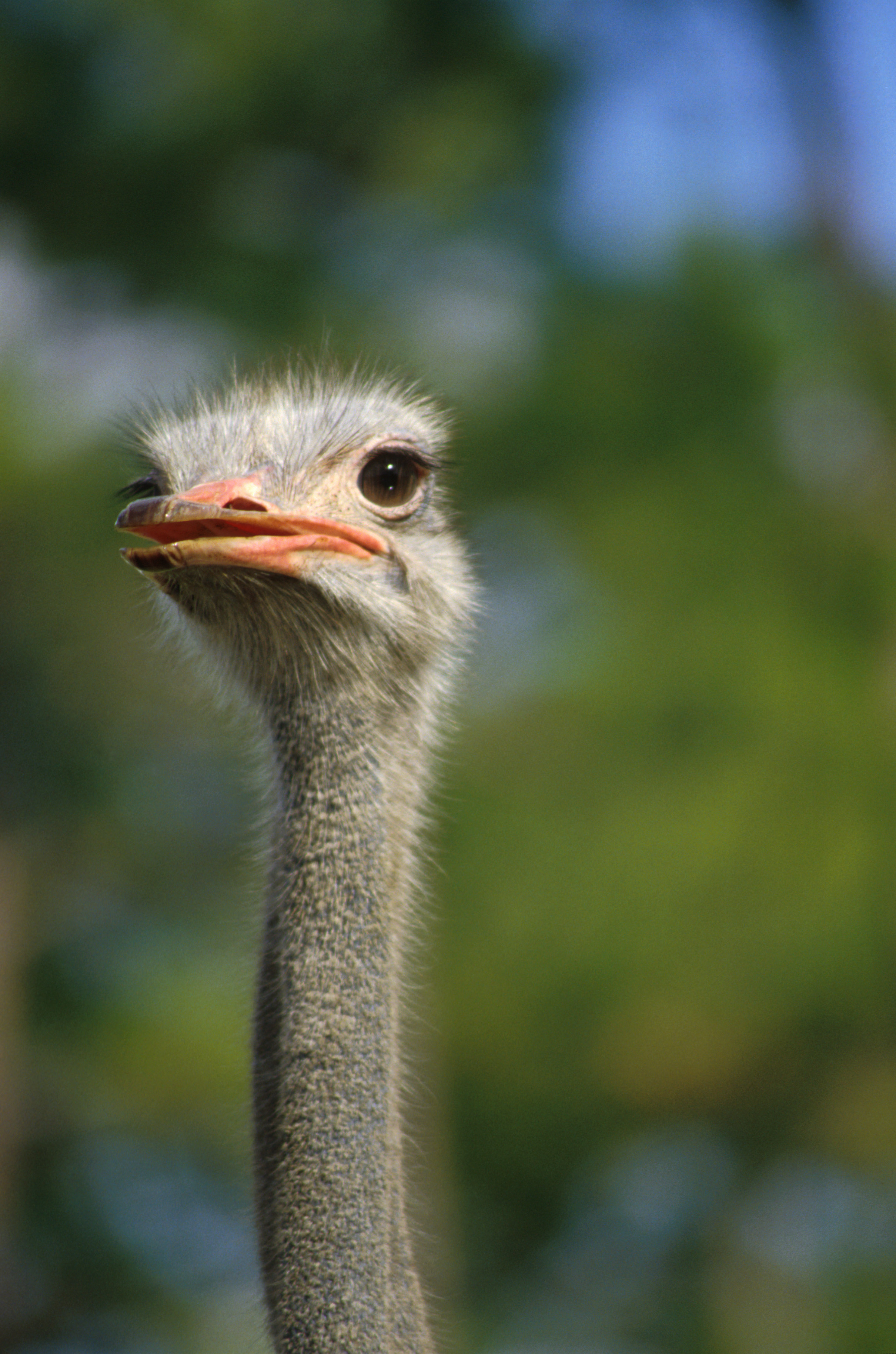
Hlava pštrosa

Traduje se, že jejich zvykem je při ohrožení strčit hlavu do písku, ovšem není tomu tak. Pštros je typicky společenský pták, žijící v kočujících skupinách o velikosti 5–50 jedinců. Ve skupinách vládne přísná hierarchie – dominantní samci a samice řídí přesuny skupiny, prachové koupele, tok atd. Na cestách za potravou a vodou jsou pštrosi za den schopni urazit 10–40 km. Putování přerušují pouze v místech s dostatkem potravy.
Kvůli ochraně před dravci se pštrosi přidružují k některým býložravcům, jako jsou např. zebry, gazely a antilopy. Udržují s nimi vztahy založené na vzájemné pomoci při hlídání okolí před možným nebezpečím. Pštrosy předurčuje jejich výška a vynikající zrak a sluch do role hlídek, kterým zároveň také neunikne žádná změna v chování býložravců, pokud spatří nebezpečí dříve než oni.
Jejich potravou jsou převážně rostliny, jichž musí zkonzumovat velké množství, vzhledem k jejich nízké energetické hodnotě. Pštrosi konzumují nejen listy rostlin, ale také jejich zrna, poupata, pupeny, květy, plody a také kořeny. Jako každý pták, který se živí rostlinnou potravou, i pštros si usnadňuje její rozmělnění v žaludku, který má tři laloky, pomocí polykání kamínků. Denně takto spolyká několik hrstí oblázků a písku. Protože pštros je všežravec, zpestřuje si rostlinnou stravu hmyzem (nejčastěji termity a sarančemi), nepohrdne však ani malými savci (hlodavci), plazy a ptáčaty. Pštros nevydrží dlouho bez vody, zvláště pro mladé jedince je voda nutnou podmínkou k přežití. Pokud nemůže vodu najít, musí se spokojit s tučnými a šťavnatými rostlinami (halofyty) a plody. Pokud je to však jenom trochu možné, vypije pštros denně velké množství vody. Pro koupání pštros ale většinou vodu nepoužívá, využívá spíše prachové koupele, které mu částečně prachem, usazeným v peří, nahrazují maz (pštrosovi chybí kostrční mazové žlázy) chránící jeho peří proti vodě.
V populární mytologii je pštros pověstný skrýváním své hlavy do písku, objeví-li se první známky nebezpečí. Římský spisovatel Plinius starší je známý svým líčením pštrosa ve své knize Naturalis Historia, ve které popisuje pštrosa a skutečnost, že se snaží skrývat svou hlavu v keři. Nebylo však zaznamenáno žádné pozorování tohoto chování. Obvyklým protiargumentem je to, že druhy, které by se chovaly tímto způsobem, by moc dlouho nepřežily. Mýtus může vyplývat z toho, že pokud jsou pštrosi zdálky pozorováni při krmení, kdy zároveň kvůli trávení polykají písek a kaménky, vypadají, jako by strkali hlavu do písku. Ve skutečnosti když se pštros cítí ohrožen, přitiskne se k zemi a aby ukryl svůj dlouhý krk, položí ho na zem před sebe. Zvláště u samců tak dojde ke skrytí jejich nápadných bílých per na křídlech a chvějící se horký vzduch pak vytvoří dojem, že místo pštrosa se jedná o nejasnou tmavou hroudu. Zejména, pokud je pštros poblíž horizontu, může se zdát, jakoby zázrakem zmizel z pouštní krajiny. V případě, že se hrozba pro pštrosa nachází příliš blízko, pak raději volí útěk, ale umí se také účinně bránit kopy svých silných nohou.
Chování pštrosa je také zmíněno v starozákonní části Bible, v řeči Boha k Jobovi (Job 39. 13–18), kde je pštros popsán jako radostně pyšný na svá malá křídla, nedbalý na bezpečnost svého hnízda, pták, který zachází neurvale se svými potomky, neoplývá příliš rozumem, ale při běhu dokáže zahanbit i rychlého koně s jezdcem. Jinde jsou pštrosi zmíněni jako příslovečné příklady špatných rodičů; blíže viz Arabský pštros.

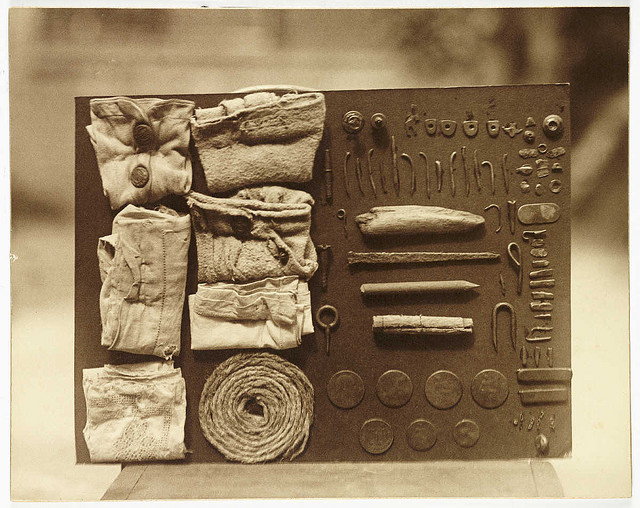
Frederick Willam Bond: Obsah pštrosího žaludku po jeho smrti, sbírka National Media Museum, asi 1930. Frederick Bond byl fotografem Londýnské zoologické společnosti a nasnímal objekty vyjmuté z pštrosího žaludku po jeho smrti. Podrobnosti o tom, co nebohý pták spolkl jsou uvedeny na zadní straně fotografie. Během svého života se zvědavému pštrosovi podařilo spolknout: krajkový kapesník, rukavičku s knoflíky, dlouhý provázek, obyčejný kapesník (pravděpodobně pánský), různé měděné mince, kovové cvočky, svorky a háčky a deseticentimetrový hřebík – což už bylo příliš mnoho a také příčina smrti. Archiv National Media Museum

Pštrosi jsou známí, že jí téměř všechno (dietní indiskrétnost), zvláště pak v zajetí, kdy k tomu mají více příležitostí.
Pštrosi jsou přizpůsobeni velkým výkyvům teplot. V mnohých lokalitách, kde žijí, může rozdíl mezi denní a noční teplotou činit až 40 °C. Pštros má proto husté a nadýchané peří, které působí jako izolační polštář. Peří díky zadržovanému vzduchu znemožňuje přístup slunečních paprsků k tělu ve dne a udržuje tělesnou teplotu v noci. Máváním křídel je také pštros schopen ochlazovat krev v povrchových cévách holých stehen a podobně funguje i chvění kůže na hrdle a horní části pštrosího krku.

## Rozmnožování
Pštrosi dosahují pohlavní dospělosti zhruba ve 3 až 4 letech, samice asi o 6 měsíců dříve než samci. Velmi rychlý růst pštrosů vede k tomu, že za pouhých 9 měsíců se vyvinou od vajíčka až po 80 kilogramů vážícího dospělce. U pštrosů dochází k oplodnění vícekrát za život. Doba rozmnožování je závislá na regionu, který jedinci obývají, např. v oblastech savan spadá doba rozmnožování do doby sucha mezi červnem a říjnem, v pouštích Namibie naopak od září do konce února. Normálně žijící hejna pštrosů se v období rozmnožování rozpadají a všichni ptáci, kteří jsou schopni rozmnožování se sdružují podle pohlaví. Po několika dnech se skupiny začínají mísit a začíná tok. Samci se začnou předvádět, vztyčují krky, roztahují křídla a mávají s nimi oběma současně nebo každým zvlášť. Partnera si však vybírají samice a pokud je nějaký samec zaujme, rozevírají před ním křídla, vytahují se do výšky a pak před ním močí a kálí. Někdy se také samci mezi sebou pouštějí do předstíraných soubojů. Poté se oba vybraní partneři oddělí od svých skupin. Po společném zobání potravy samec usedne na zem a začne křídly vířit prach a přitom hlasitě křičí. Pokud je samice připravena ke spojení svěsí ocas, křídla a posléze i hlavu a lehne si na zem. Samec si pak na ní obkročme sedne a začíná páření.
Pokud je více samic, může se samec v dalším kole spářit i s dalšími samicemi, ale o jejich výběru rozhoduje dominantní partnerka. Období od páření do snůšky vajec trvá přibližně 35–45 dnů.
V době hnízdění si pštrosí rodina vymezuje nevelké území o poloměru 50–800 m (podle otevřenosti terénu), které ochraňuje do stáří mláďat 3–4 dnů. Ochrana území spočívá v jejím křiku, výhružném držení těla a mávání křídly. Za tímto územím se rozprostírá tzv. zóna vlivu, která závisí na vlivu (tj. dosahu hlasu) daného samce a již není hájena. Hnízdní teritorium a zóna vlivu dohromady tvoří superteritorium pštrosí skupiny. Pštrosí hnízdo má na starosti samec, který vybírá jeho polohu a tak ho také vytváří. Hnízdo je většinou umístěno v nějaké prohlubni, ve které samec hrabáním nohama a posléze vsedě vrtěním celého těla vytvoří mělký dolík o průměru zhruba 3 m a hloubce 30–60 cm. Po dokončení hnízda v něm samec zůstává sedět a dominantní partnerka začne vedle hnízda snášet vejce, které si samec zobákem navalí pod sebe. Snášení se děje každý druhý den, nejčastěji večer, a pokud má pštros více samic, snáší tyto společně bez žádného zjevného nepřátelství. Rozdíl je pouze v počtu snesených vajec. Zatímco dominantní samice jich snese až 8, ostatní samice snesou kolem 3–4 vajec. Obvyklá snůška obnáší zpravidla 20 vajec a spadá do října až listopadu, ale může se prodloužit až do února. V takovém případě mohou být i snůšky dvě.

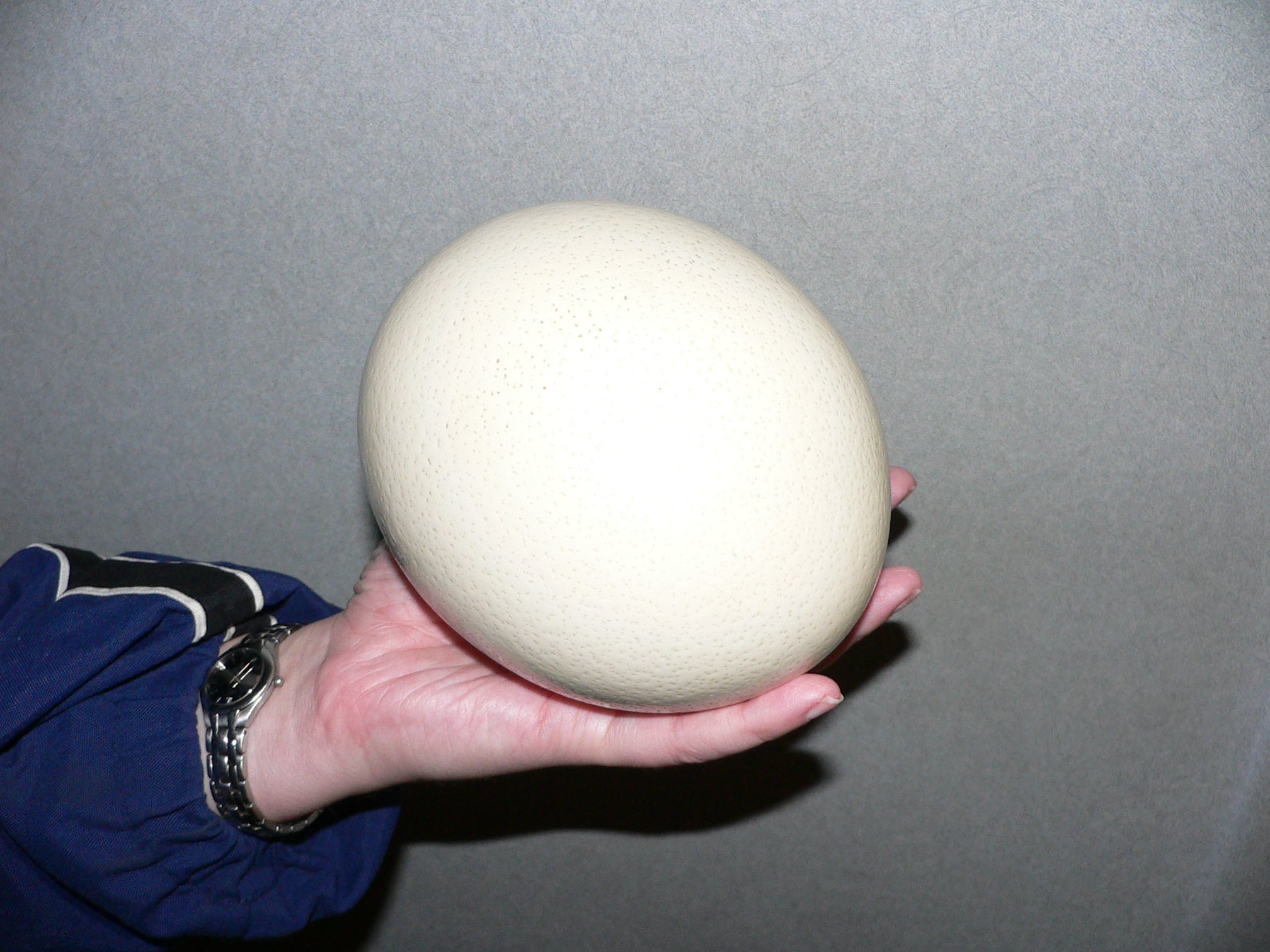
Pštrosí vejce

Pštrosí vejce je největší z vajec všech žijících ptáků, i když vzhledem k velikosti pštrosů je naopak jedním z nejmenších. Má hmotnost 750–1600 gramů (může tedy vážit až jako 30 slepičích vajec), obvyklé rozměry 16 × 13 cm a je tak největší známou současnou buňkou na světě. Vejce mají bílou až krémově lesklou, silnou a velmi tvrdou skořápku. Po snesení vajec jsou obvykle všechny samice kromě dominantní z teritoria vyhnány. Uprostřed hnízda jsou umístěna vejce od dominantní samice, zatímco vejce od ostatních samic jsou po okraji hnízda. Protože pštros dokáže svým tělem maximálně zakrýt asi 20 vajec, jsou ostatní vejce nechráněná, navíc při útoku na hnízdo si predátoři většinou vybírají vejce na kraji a tím pádem jsou vejce dominantní samice ve větším bezpečí. Hlavním nebezpečím pro hnízdo jsou lvi, šakali, hyeny a supi mrchožraví. Zatímco lvi a hyeny především loví mláďata, supi dokážou údery kamene drženého ve svém zobáku rozbít i silnou skořápku vejce. Šakali zase používají metodu spouštění vajec z okraje hnízda a jeho rozbití nárazem. Podle F. a E. Sauerových dokonce i antilopa přímorožec šavlorohý občas nepohrdne pštrosími vejci. Neupřesňují sice, jakým způsobem přímorožec skořápky rozbíjí, ale můžeme předpokládat, že se tak děje údery nohou. Inkubace začíná teprve tehdy, až jsou všechna vejce snesena, aby se všechna mláďata vylíhla ve stejnou dobu a mohla hnízdo opustit společně. Sezení na vejcích trvá přibližně 39–42 dní a střídají se v něm samec v noci a samice ve dne, kdy její nenápadné zbarvení zaručuje větší pravděpodobnost, že hnízdo nebude objeveno. Přesto se odhaduje, že se úspěšně podaří vysedět pouze asi 10 % všech násad.

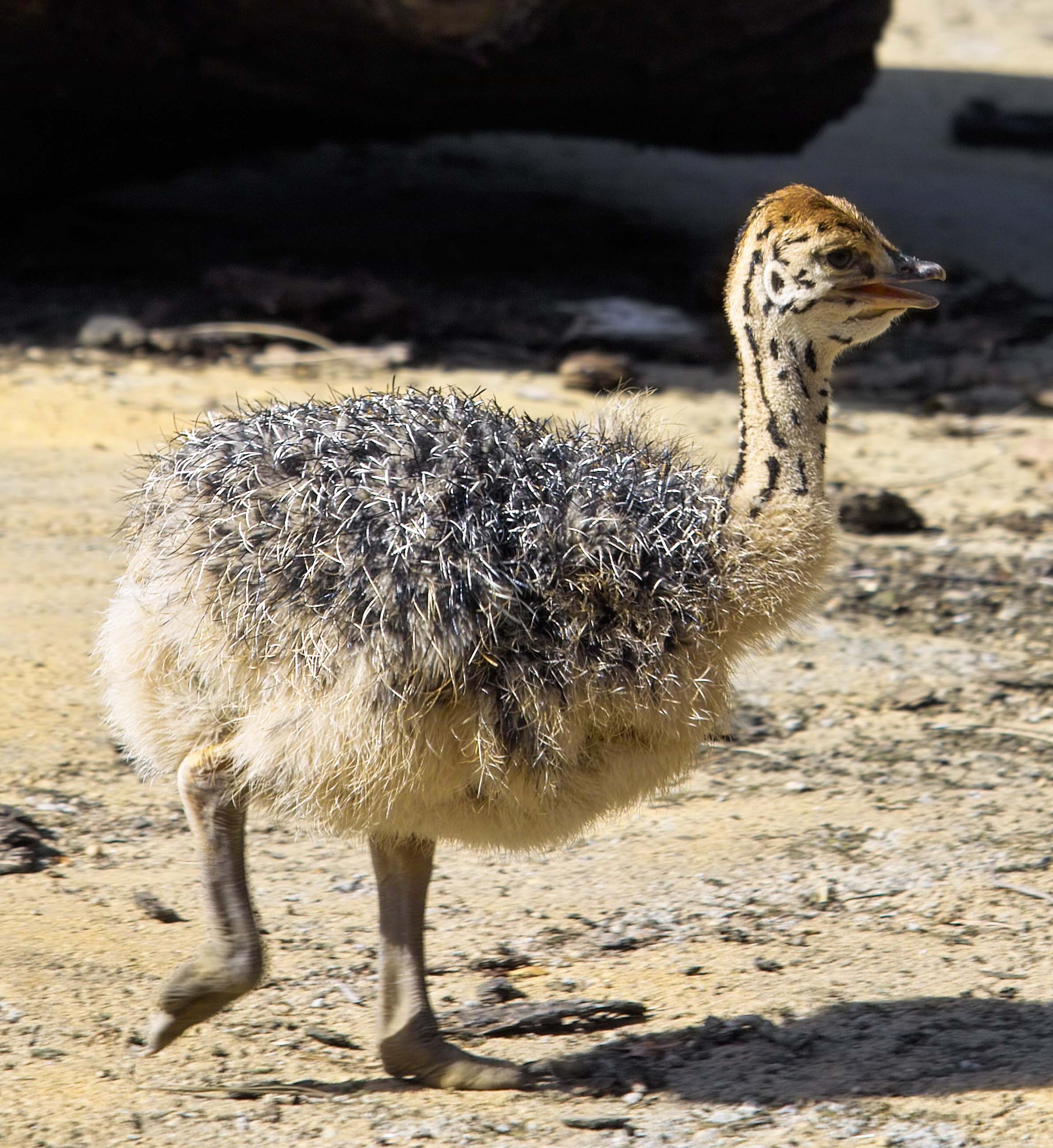
Mládě pštrosa dvouprstého

Přestože mají mláďata na konci zobáčku zvláštní rohovitý výrůstek, který později zmizí, trvá jim až dva dny úsilí, než se z vejce vyprostí. Po vylíhnutí se ozývají slabým křikem a po oschnutí ihned začínají zobat malé kamínky a přiměřeně velkou rostlinnou a živočišnou potravu. Jejich zbarvení je jiné než rodičů – jejich peří je pruhované, kropenaté a nevýrazně zbarvené, aby se při nebezpečí mohla přitisknout k zemi a stát se téměř neviditelnými. Postupně se, s tím, jak rostou, odvažují pod dohledem rodičů stále dále od hnízda. Při jejich ochraně se rodiče často uchylují ke lsti, kdy se snaží odlákat predátora od ptáčat předstíráním zranění. Mladí pštrosi se velmi rychle osamostatňují, výšky dospělých dosahují v 18 měsících a pohlavně dospívají ve 3–4 letech. Přesto většinou první rok života tráví ve společnosti svých rodičů. Pokud dojde k druhé snůšce vajec a mláďata jsou rodiči odehnána (po 2–3 týdnech), sdružují se pak po desítkách nebo dokonce po stovkách do skupin, které jsou adoptovány dospělými ptáky, kteří v daném roce rodinu nezaložili. Takovým skupinám se pak říká superrodiny, ale ani ty nevydrží dlouho a po několika týdnech jsou mladí definitivně ponecháni sami sobě. Ve skupinách, které si pak založí, se potulují až do dosažení pohlavní dospělosti. Té však dosahuje jen asi 15 % vylíhlých mláďat.
Průměrná délka života pštrosa v přírodě je 30 let, v zajetí se však může dožít až 70 let.

## Pštrosi a lidé
Již ve starém Egyptě byla pštrosí pera vyhledávána a stala se symbolem spravedlnosti, nejspíš proto, že na rozdíl od per jiných ptáků jsou po obou stranách centrální osy (ostnu) stejně široká. Bohyně Maat, která dohlížela na vážení lidských duší, byla zobrazována s pštrosími pery na hlavě. A samozřejmě i vějíře a plácačky na mouchy vysokých hodnostářů a faraonů byly zhotoveny z těchto per. Pštrosí pera sloužila v průběhu historie lidstva i ke zdobení válečné výstroje, od čel egyptských koní přes helmy středověkých rytířů až po známé klobouky mušketýrů.
Od začátku 17. století se pera pštrosů stala módní záležitostí a krášlila účesy dam z vyšší společnosti. Jejich největší obliba kulminovala v 19. století. Vzhledem k tomu, že stav pštrosů počal již v 18. století povážlivě klesat, bylo v polovině 19. století zahájeno zakládání pštrosích farem. První farma byla založena roku 1838 v údolí Little Karroo v jižní části Kapské provincie. Farmy rychle přibývaly – v roce 1875 bylo na farmách chováno 2159 pštrosů, zato v roce 1914 již 110 000 pštrosů. Kolem roku 1910 vyvážela Jihoafrická republika ročně 370 000 kg pštrosího peří a postupně začaly vznikat farmy i v Severní Africe, v USA a v Evropě. Po první světové válce se však změnila móda, chov pštrosů zkolaboval a byl obnoven ve větším rozsahu až po roce 1970. V současnosti se pštrosi chovají nejen pro peří, ale i pro kůži, maso nebo vejce, ne však již na farmách o takovém množství ptáků jako dříve.

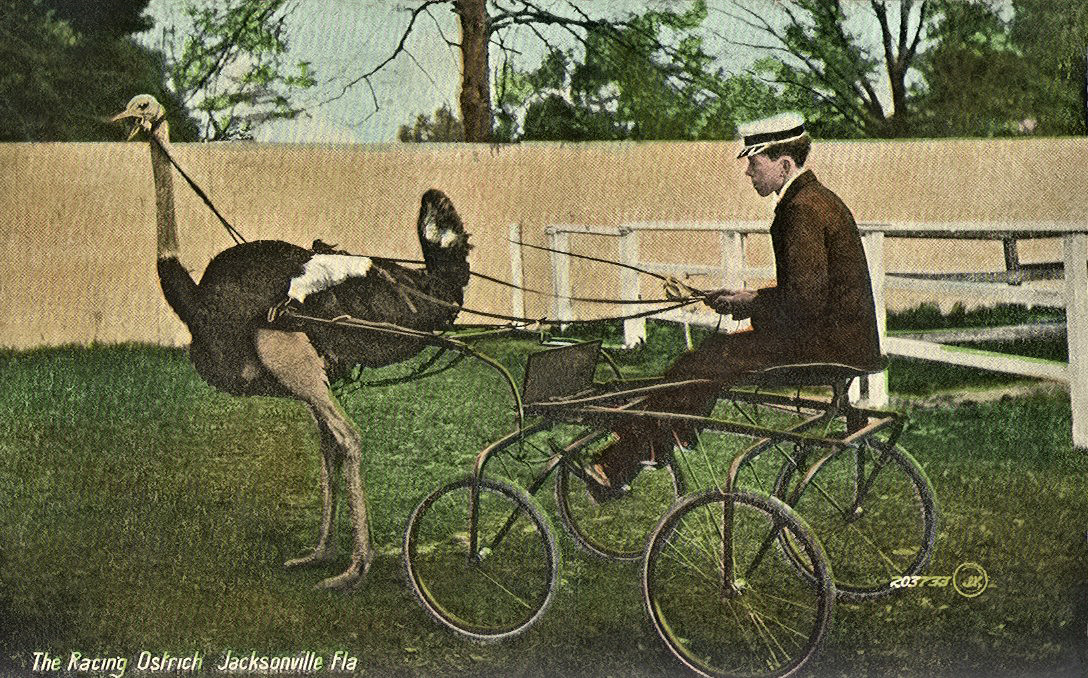
Pštros zapřažený do kočáru

Největší farmy se v současnosti nachází v místě jejich vzniku (Little Karroo), kde v sedmdesátých letech bylo chováno na 40 000 pštrosů. Nejžádanějšími pštrosími pery jsou černá samčí pera a poté i bílá, která se dají barvit. Pera se začínají sbírat krátce po pelichání pštrosů, kdy ještě nejsou příliš poškozena, a jejich sběr trvá po celých 9 měsíců. Používají se pera mladých 3–12letých pštrosů a pera se jim nevytrhávají, ale stříhají, což je zcela bezbolestné. Chov pštrosů nevyžaduje žádné zvláštní klimatické podmínky, setkáváme s pštrosími farmami např. i ve Švédsku. Pštrosům postačuje teplota mezi 10–30 °C a díky tomu se pštrosími farmami setkáváme po celém světě, i když největší množství těchto ptáků je stále chováno v Jihoafrické republice. Výhodou chovu pštrosů je také to, že mají nejmenší poměr množství krmiva ku hmotnostnímu přírůstku (na 3,5 kg krmiva přírůstek 1 kg živé váhy) ze všech chovaných zvířat na světě, čímž jsou pro farmáře atraktivní (dobytek má tento poměr např. až 6:1). Pštrosi jsou v současnosti především chováni pro kůži. Tvrdí se, že pštrosi mají nejsilnější komerčně využitelnou kůži. Pštrosí maso patří mezi červená masa, chuťově je podobné libovému masu hovězímu nebo srnčí zvěřině, má velmi nízký obsah tuků a cholesterolu, a současně vysoký obsah vápníku, bílkovin a železa. Nejvhodnější úpravou je rychlé opékání a restování (minutky, bifteky), z méně hodnotných částí se připravují polévky a guláše. Protože je pštrosí maso suché a má hrubší vlákna, nehodí se k pečení (příliš se vysuší) ani na smažené řízky.
Pštrosi jsou dost velcí pro menší lidi, aby na nich mohli jezdit; při jízdě se jezdec drží pštrosa za křídla. Pštrosi byli trénováni v některých oblastech severní Afriky a Arábie podobně jako závodní koně. Pštrosí závody byly v USA kritizovány organizací Animal rights, nicméně je jen malá pravděpodobnost, že se budou dále rozšiřovat vzhledem k nesnadnému sedlání těchto zvířat (a pštrosi jsou navíc nechvalně známí svou popudlivou povahou). V minulosti se pštrosi příležitostně užívali i k tahání lehčích vozů.
Pro tradiční obyvatele Afriky, jako jsou například Křováci, je pštros běžnou lovnou zvěří. Pštros je loven pomocí luku a kromě masa se využívají i jeho vejce, ze kterých se dělají omelety, zatímco půlky skořápek se využívají na misky a celá skořápka s jediným otvorem má použití jako nádoba na vodu. Rozbité skořápky slouží jako šperky (z provrtaných kousků skořápek se zhotovují korálky) a celá vejce jsou vzácnými pohřebními dary. Mladí Masajové nebo Kalendžinové ve východní Africe zase loví pštrosy kvůli perům, kterými si zdobí hlavu na slavnostním obřadu Eunoto, kde se z nich zasvěcením stávají válečníci kmene.
V Austrálii, Spojených státech a Velké Británii jsou pštrosi klasifikováni jako nebezpečná zvířata. V těchto zemích již bylo zaznamenáno několik incidentů, kdy byli lidé napadeni a zabiti pštrosy. Velcí samci mohou být velmi teritoriální a agresivní a mohou zaútočit silným kopáním. Jejich nohy jsou dost silné na to, aby rozpáraly jakékoliv větší zvíře.
Pštros je častým chovancem v zoologických zahradách. V České republice chovají pštrosy dvouprsté mimo jiné ZOO Dvůr Králové, Zoopark Na Hrádečku, Zoo Ostrava, Zoo Plzeň, Zoo Praha, Zoopark Vyškov, a Zoo Zlín. Na Slovensku chová pštrosy například Zoo Bratislava nebo Zoo Košice.